# Bassus asper
Bassus asper är en stekelart som beskrevs av Chou och Michael J. Sharkey 1989. Bassus asper ingår i släktet Bassus och familjen bracksteklar. Inga underarter finns listade.